# دولت‌آباد (تفتان)
دولت‌آباد روستایی در دهستان تفتان جنوبی بخش نوک‌آباد شهرستان تفتان استان سیستان و بلوچستان ایران است.

## جمعیت
بر پایه سرشماری عمومی نفوس و مسکن در سال ۱۳۹۵ جمعیت این روستا ۱۴۴ نفر (۳۷خانوار) بوده‌است.